# Török Bálint (mezőgazdasági szakíró)
Török Bálint (Kolozsvár, 1887. december 31. – Budapest, 1956. július 3.) erdélyi magyar mezőgazdasági szakíró, szerkesztő.

## Életútja
A kolozsvári Református Kollégiumban végzett. Érettségi után a kolozsvári Mezőgazdasági Akadémián tanult, majd Budapesten szerzett szőlész és borász szakképesítést.
Mérnöki gyakorlatát Metternich Sándor báró biatorbágyi birtokán kezdte. 1910–1914 között az EGE segédtitkára volt. 1914–1920 között Torda-Aranyos vármegye gazdasági titkára volt. 1920–1941 között az EGE, majd EMGE igazgatója, az Erdélyi Méhészeti Egyesület alelnöke volt. Tagja volt az OMP Országos Sajtóosztályának, részt vállalt a kolozsvári Mezőgazdasági Kamara igazgatótanácsi és a kolozsvári tőzsde bírósági munkájában.

## Munkássága
Szakcikkeit először az Erdélyi Gazda közölte (1920), a lapnak 1920–1937 között szerkesztője, azt követően 1941-ig főszerkesztője volt. Cikkeiben főképp a gyümölcsfák védelmével, a gazdaköri élet problémáival foglalkozott. Egy időben a Méhészeti Közlöny főszerkesztője; 1922–1937 között szerkesztésében jelent meg az EGE kiadásában Az Erdélyi Gazdák Zsebnaptára, 1925-ben a Méhészek naptára (Dálnoki Paál Lajossal), 1937-ben a Gazdák zsebnaptára (Teleki Ádámmal), 1938–1940 között Az Erdélyi Gazda naptára (Teleki Ádámmal), 1921–1934 között az EMGE nyolc szakkiállításának katalógusa.
Helyzetfelmérő tanulmányát Erdély mezőgazdaságának állapotáról az Erdélyi sorskérdések c. gyűjtemény (Kolozsvár, 1935. Élő Erdély) közölte. Az erdélyi viszonyokra átdolgozta és kiadta Valló Árpádnak A méhtenyésztés vezérfonala c. könyvét (Kolozsvár, 1925. A Magyar Nép Könyvtára).

## Kötetei
- Mit tehetnek a papok, tanítók és leviták a falusi földművelő nép anyagi helyzetének javítása érdekében (Kolozsvár, 1925);
- A gyümölcsfák kártevői (Kolozsvár, 1939; 2. kiad. Kolozsvár, 1940. Az EMGE Gazdaköri Könyvtára).